# Амурско-Зейское плато
Аму́рско-Зе́йское плато́ (Аму́рско-Зе́йская равни́на) — плато в Амурской области России, расположенное на левобережье среднего течения Амура, в междуречье Амура и Зеи.
Средняя высота плато составляет около 300 м, наибольшая — 904 м. На территории плато преобладает равнинный, увалистый и холмисто-увалистый рельеф; в долине Амура местность крайне расчленена. Кристаллические породы фундамента перекрыты пластами песков и глин, отложенными в озёрах неогенового периода и древних руслах Амура и Зеи.
На территории плато распространены лиственничные и сосновые леса, березняки. На юге характерны заросли кустарникового дуба. Климат континентальный с чертами муссонного, с холодной, малоснежной зимой и умеренно тёплым летом. Множество болот и переувлажнённых земель. Местами встречается островная вечная мерзлота. Имеются россыпные месторождения золота.
Первые сведения о плато были получены русскими первопроходцами в XVII веке.